# Evelyn Anthony
Pour les articles homonymes, voir Anthony.
Evelyn Anthony (née Evelyn Bridget Patricia Stephens et devenue Evelyn Ward-Thomas par mariage), née le 3 juillet 1926 à Londres et morte le 25 septembre 2018 à Essex, est une écrivain britannique.
Au début de sa carrière, elle écrivait des romans historiques puis elle a écrit des romans d'espionnage. Elle est mariée à Mickael Ward-Thomas, ancien directeur d'une société minière dont elle a eu six enfants. Ils habitent un manoir du XVIe siècle dans le sud de l'Angleterre.

## Œuvre
- 1955 : Far Flies The Eagle
- 1957 : Anne Boleyn
- 1966 : Valentina
- 1967 : The Rendezvous
- 1969 : The Legend
- 1970 : The Assassin
- 1971 : The Tamarind Seed
- 1972 : The Poellenberg Inheritance
- 1973 : The Occupying Power
- 1974 : The Malaspiga Exit
- 1975 : The Persian Ransom
- 1977 : The Silver Falcon
- 1978 : The Return
- 1979 : The Grave of Truth
- 1980 : The Defector
- 1981 : The Avenue of the Dead
- 1982 : Albatross
- 1983 : The Company of Saints
- 1985 : Voices in the Wind
- 1987 : No Enemy But Time
- 1988 : The House of Vandekar
- 1989 : The Scarlet Thread
- 1991 : The Relic
- 1992 : The Doll's House
- 1994 : Exposure
- 1994 : The Heiress
- 1995 : Bloodstones
- 2002 : A Dubious Legacy
- 2002 : Codeword Janus
- 2003 : Sleeping with the Enemy
- 2004 : Betrayal
- 2004 : No Resistance
- 2005 : Mind Games